# Krehaiiv, Kozeleț
Krehaiiv (în ucraineană Крехаїв) este o comună în raionul Kozeleț, regiunea Cernihiv, Ucraina, formată numai din satul de reședință.

## Demografie
Componența lingvistică a comunei Krehaiiv
     Ucraineană (98,23%)
     Rusă (1,77%)
Conform recensământului din 2001, majoritatea populației comunei Krehaiiv era vorbitoare de ucraineană (98,23%), existând în minoritate și vorbitori de rusă (1,77%).